# Toxomerus geminatus
Toxomerus geminatus är en tvåvingeart som först beskrevs av Thomas Say 1823.  Toxomerus geminatus ingår i släktet Toxomerus och familjen blomflugor. Inga underarter finns listade i Catalogue of Life.

## Bildgalleri

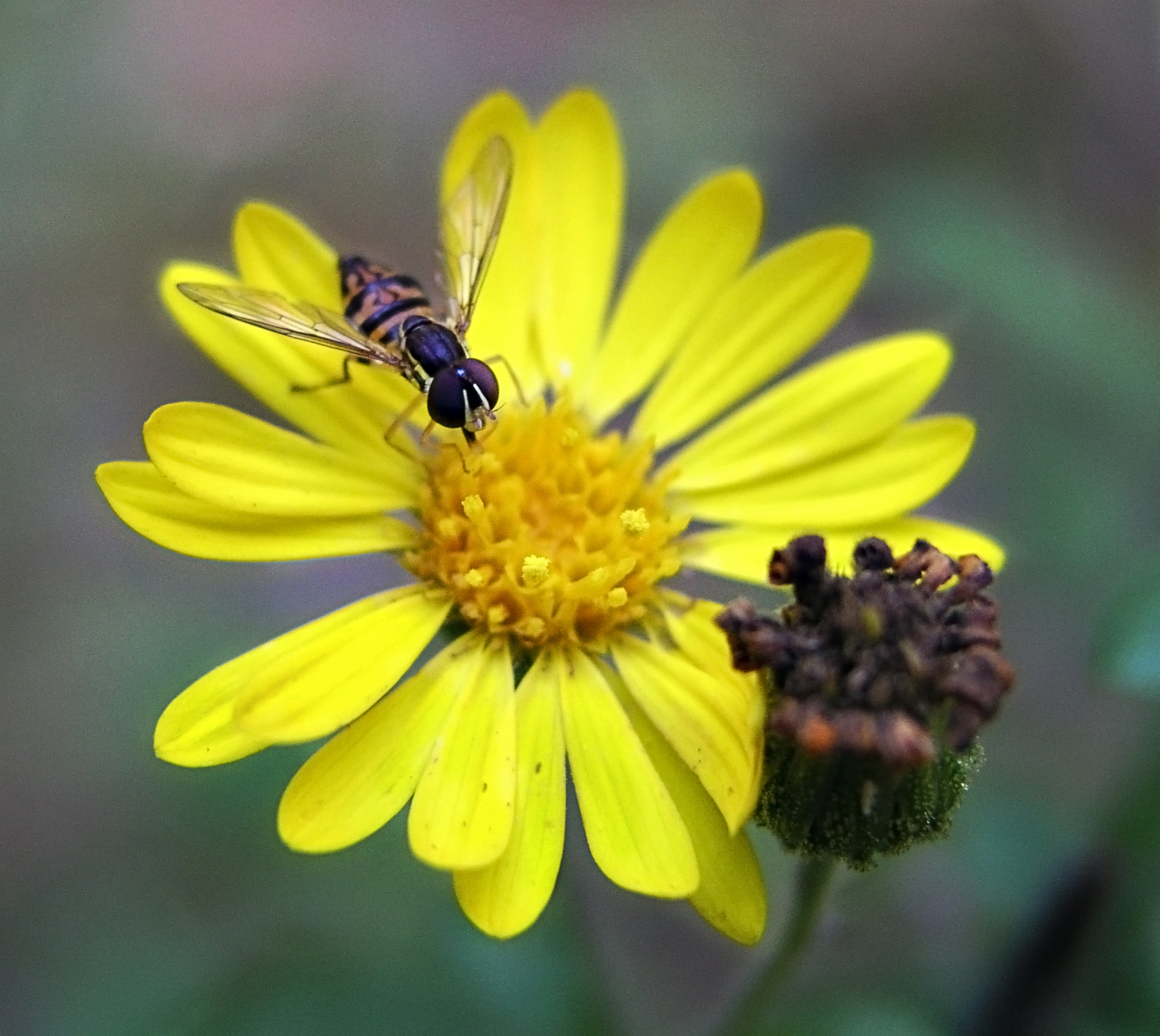